# Срібний яструб
Срібний яструб — гонконгсько-китайський супергеройський фільм 2004 року режисера Джінгла Ма.

## Про фільм
У невизначеному майбутньому Лулу Вонг веде подвійне життя. Вона успішна модель Лулу, в другій ідентичності — Срібний Яструб, супергерой у масці, який бореться за справедливість.
Гангстер намагається отримати контроль над урядом і — як наслідок — населенням за допомогою винаходу професора Чунга — інтерактивного інтерфейсу між людським мозком і сучасними технологіями.
Під час зіткнення в штаб-квартирі Вулфа гангстер і Яструб вирішують що можуть працювати разом, щоб не дати вченому втілити свої плани в життя.

## Знімались
| Актор           | Роль           |
| --------------- | -------------- |
| Мішель Єо       | Срібний яструб |
| Коічі Івакі     | Акіра          |
| Брендон Чанг    | Кіт            |
| Люк Госс        | Александр      |
| Річі Джен       | Річмен         |
| Ліза С.         | Ліза           |
| Майкл Джей Вайт | Морріс         |
| Лі Бінбін       | Джейн          |